# Sensation Records
Sensation Records war ein US-amerikanisches Blues-, Rhythm-&-Blues- und Jazz-Independent-Label in Detroit, das von 1947 bis 1952 bestand.

## Gründung

Todd Rhodes – Bell-Boy Boogie (Oktober 1947)

Das Plattenlabel entstand als Tochtergesellschaft der im April 1946 gegründeten Pan-American Distributing Company, einer Vertriebsgesellschaft von John Kaplan und Bernie Besman. Sie besaß die Vertriebsrechte von bis zu 100 Kleinlabels. Kaplan und Besman entschlossen sich, selbst Künstler zu akquirieren, mit ihnen Plattenaufnahmen zu machen und sie zu vermarkten. Sensation Records entstand im August 1947, wobei Besman den künstlerisch-technischen Bereich übernahm, während Kaplan für die Finanzen zuständig war. Sitz des Labels war zunächst 3747 Woodward Avenue in Detroit (ab Juli 1950: 3731 Woodward Ave).Record Labels and Manufacturers. In: The Billboard. New York 24. Januar 1948, S. 99 (englisch, google.de).
Als Besman im Frühjahr 1947 den Blues-Pianisten Todd Rhodes in Lee's Sensation Lounge hörte, übernahm er nicht nur Rhodes als ersten Künstler für sein Plattenlabel, sondern auch den Namen des Klubs als neuem Label-Namen. Erste Single des Labels mit dem Tonträgerkatalog #1 stammte von Todd Rhodes unter den Titeln Dance of the Red Skins / Blue Sensation (August 1947), es folgte im Oktober 1947 von Rhodes Bell-Boy Boogie / Flying Disc (#2). Auch die weiteren Singles bis #6 stammten vom Pianisten. Besman schloss gleichzeitig einen Vertriebsvertrag mit Vitacoustic Records, die jedoch ab April 1948 in Schwierigkeiten gerieten. Im Juni 1948 übernahm King Records den nationalen Vertrieb für Sensation Records und gleichzeitig auch Todd Rhodes, der mit dem neuen Label sofort in die Rhythm-&-Blues-Hitparaden kam. Als der Chicago Defender am 15. Oktober 1949 über den Beginn bei Sensation Records berichtete, war das Label bereits längst etabliert.

## John Lee Hooker

John Lee Hooker – Boogie Chillen’ #2 (Sensation Records, Juli 1950)

John Lee Hooker – Burnin' Hell (November 1949)

Erfolgreichste Entdeckung des kleinen Labels war John Lee Hooker. Der hatte am 12. Juni 1948 eine Demoaufnahme eingespielt und wurde von Besman in die United Sound Studios vermittelt. Hier nahm er am 3. September 1948 im Studio B – produziert und mit komponiert von Bernard Besman insgesamt 10 Titel für Sensation Records auf. Die ersten drei Titel verbrauchten einen großen Teil der für 3 Stunden anberaumten Aufnahmezeit, so dass der Titel Boogie Chillen’ unter Zeitdruck entstand. Besman entschied sich, die Rechte an Modern Records zu vergeben, die mit Boogie Chillen’ 1949 einen Millionenseller landen konnten. Boogie Chillen’ wurde im Februar 1949 ein Nummer-eins-Hit in den R&B-Charts.
Ab November 1949 veröffentlichte Sensation Records insgesamt fünf Hooker-Singles auf dem eigenen Label; erste war Burnin´ Hell / Miss Sadie Mae (veröffentlicht im November 1949; #21), gefolgt von Huckle Up Baby / Canal Street Blues (Dezember 1949; #26), Let Your Daddy Ride / Goin´ On Highway 51 (März 1950; #30), My Baby´s Got Somethin´ / Decoration Day Blues (Mai 1950; #33) und das Remake Boogie Chillen´ #2 / Miss Eloise (Juli 1950; #34).

## Weitere Künstler
Zum Label kamen weitere Künstler wie die Detroiter Jump-Band von T. J. Fowler. Eine weitere erfolgreiche lokale Band war Dave Hamiltons Noc-Tunes mit I Fell for You / Lazy Daisy (#22) aus 1950. Auch lokale Musiker wie Wild Bill Moore (Football Boogie, #17; November 1949), Jack Surrell und Kitty Stevenson nahmen für das Label auf. Für Sensation entstanden 1947/48 auch Aufnahmen des Bebop-Pioniere Milt Jackson, Sir Charles Thompson, Russell Jacquet, Sonny Stitt, J. J. Johnson, Max Roach, Leo Parker, Kenny Clarke, John Lewis und Ray Brown.
Ab 1948 wurde nur ein Teil des Sensation-Katalogs veröffentlicht; zwölf Titel erschienen 1963 auf einer Galaxy-Records-LP. Die Aufnahmen wurden auf dem britischen Label Ace Records sowie im MP3-Format unter dem Titel The Roots Of Modern Jazz: 1948 Sensation Sessions wiederveröffentlicht.

## Ende
Zum Jahresende 1951 geriet Sensation Records durch den Vertrag mit King Records in eine Krise und wurde 1952 liquidiert, Besman zog nach Kalifornien und betätigte sich dort im Spielzeugwarenhandel, Kaplan führte die Pan-American Distributing Company bis Juni 1956 allein weiter.
Das Detroiter Label ist nicht mit dem kanadischen Reissue-Label zu verwechseln, auf dem u. a. Aufnahmen von Annette Hanshaw, Irving Mills, Charles Mingus und Guy Lombardo erschienen.